# スリランカの国章
スリランカの国章（スリランカのこくしょう）は、スリランカ民主社会主義共和国政府が行政や外交などで使用する正式の紋章である。現在の国章は1972年に制定された。

## 紋章記述
国章の中央には大またで歩き（passant）右前足で剣を持つ金色のライオンが描かれている。これはスリランカの国旗と同じく、15世紀から19世紀初頭にかけて存在したキャンディ王国（Kandy）の王の旗からとられている。ライオンはマルーン色の円の中央に描かれ、その周りは国花である蓮の花の金色の花びらで囲まれている。その下には伝統的な穀物壷があり、そこから豊かさを象徴する稲穂の束が左右に出て、蓮の花の周囲を取り囲んでいる。
紋章のクレスト（頂上）部分には法輪（ダルマチャクラ）があり、国家の大事な部分には正義による支配と仏教があることを表している。紋章のサポーター部分にはシンハラ人の伝統的な象徴である太陽と月が配されている。

## 以前の国章

イギリス占領時代後期に使用された紋章

独立前のイギリス領セイロンではイギリスの国章が使われ、その他に植民地独自の象徴である紋章を用いていた。この植民地独自の紋章は、エスカッシャン（盾）の中にセイロンゾウとココヤシの木を描いたもので、植民地時代後期には仏塔（ストゥーパ）とセイロンゾウを描いたものに変更されている。

セイロンの国章 （1952年-1972年）

1948年に英連邦王国セイロンがイギリスから独立した際、国家の新たなエンブレムを作る必要が生じた。国章制定委員会が招集され、その勧告により1952年にセイロン・ドミニオンの国章が制定された。
キャンディ王国の王旗から引用された「マルーンの背景に、右前足で剣を持った金色の獅子が大またで歩く」という意匠が、国旗と同じく国章にも用いられた。その周囲には金色の蓮の花びらが描かれ、クレストにはセイロンの王冠（キャンディ王国の王冠に由来する）が描かれた。下部のバナーにはシンハラ語・タミル語・英語でセイロンの国名が書かれている。
1972年、セイロンは共和制に移行しスリランカ民主社会主義共和国となり、当時文化大臣および国旗・国章デザイン委員会議長を務めていた政治家 Nissanka Wijeyeratne の案により現在の国旗と国章が作られた。実際にデザインを行ったのは社会から広く尊敬されていた高僧である Mapalagama Wipulasara Maha Thera であった。

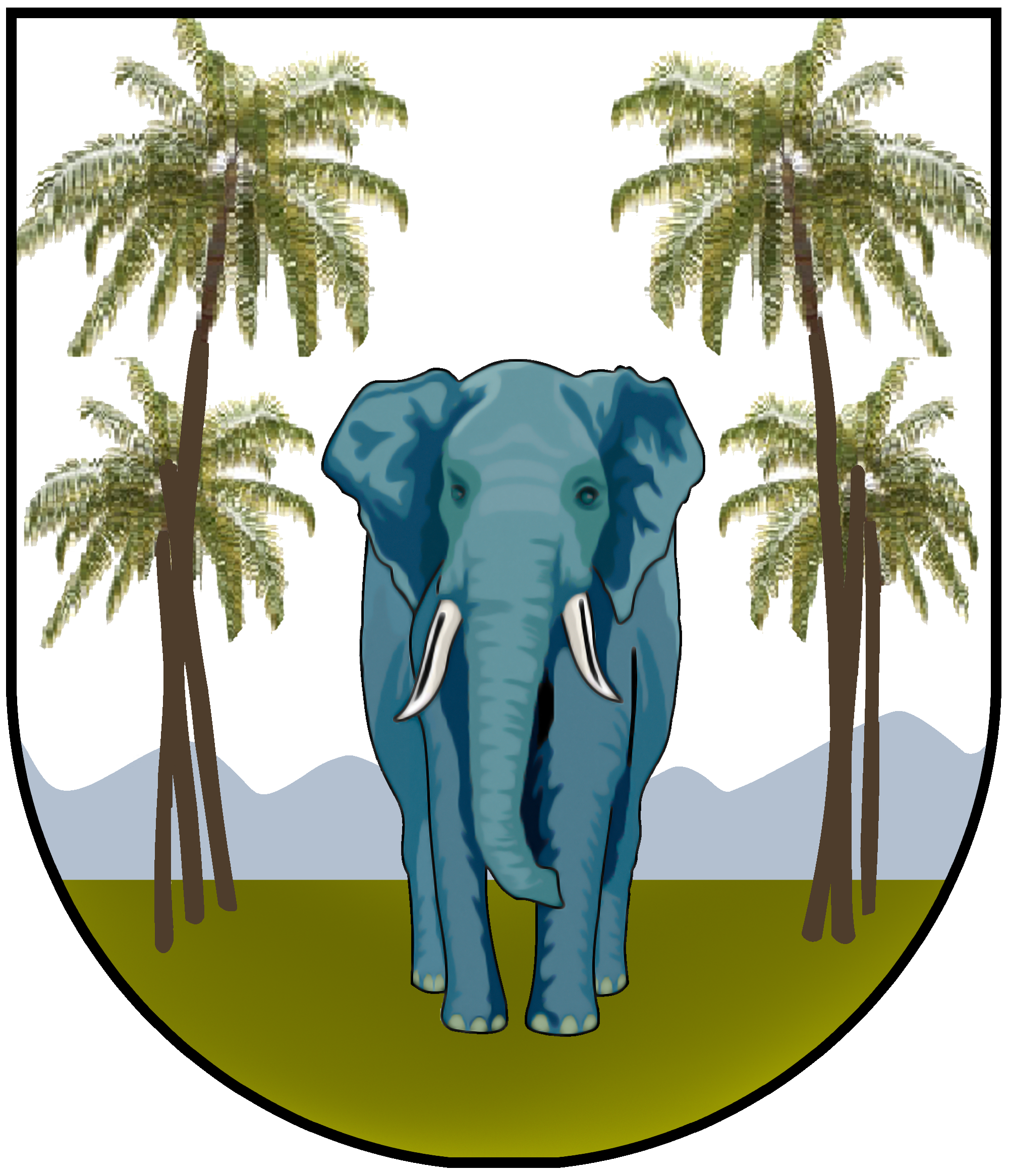
ポルトガル領セイロンの紋章
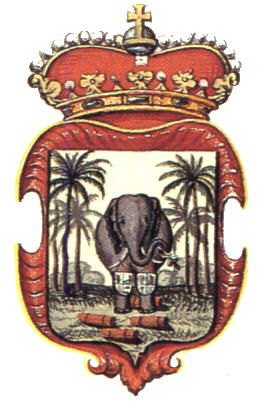
オランダ領セイロンの紋章